# Juliaca tigrinula
Juliaca tigrinula är en insektsart som först beskrevs av Henry Fairfield Osborn 1926.  Juliaca tigrinula ingår i släktet Juliaca och familjen dvärgstritar. Inga underarter finns listade i Catalogue of Life.